# Réacteur BM-40A

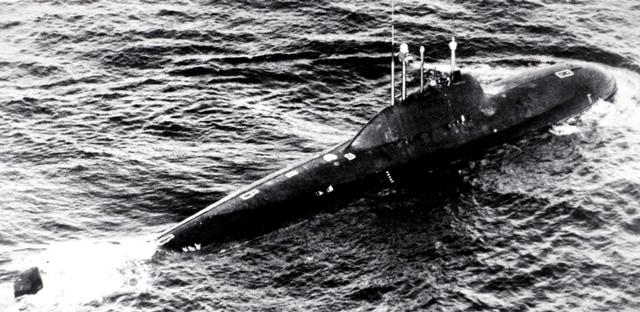
Sous-marins de classe Alfa.

Le réacteur BM-40A est le réacteur à fission nucléaire utilisé pour alimenter quatre des sept sous-marins de quatrième génération du projet 705 Лира (Lira ou Alfa dans la désignation OTAN) de la Marine soviétique.
Il s'agit d'un réacteur refroidi par métal liquide (LMR), utilisant un combustible hautement enrichi en uranium 235 pour produire 155 MWt de puissance.
Il a été développé par OKB Gidopress en collaboration avec IPPE.
Le BM-40A a deux boucles de circulation de vapeur.